# Swiss Super League (2004/2005)
Swiss Super League (2004/2005) – 106. edycja najwyższej piłkarskiej klasy rozgrywkowej w  Szwajcarii. Rozpoczęły się 17 lipca 2004 roku, zakończyły się natomiast 29 maja 2005 roku. W rozgrywkach wzięło udział dziesięć drużyn. Mistrzowski tytuł wywalczyła drużyna FC Basel. Królem strzelców ligi został Christian Giménez z Basel, który zdobył 27 goli.

## Drużyny
| Uczestnicy poprzedniej edycji                                                                                 | Uczestnicy poprzedniej edycji | Uczestnicy poprzedniej edycji | Uczestnicy poprzedniej edycji |
| --- | ----------------------------- | ----------------------------- | ----------------------------- |
| BAS | FC Basel                      | 1                             |                               |
| YBO | BSC Young Boys                | 2                             |                               |
| SER | Servette FC                   | 3                             |                               |
| ZUR | FC Zürich                     | 4                             |                               |
| GAL | FC Sankt Gallen               | 5                             |                               |
| THU | FC Thun                       | 6                             |                               |
| GRA | Grasshopper Club Zurych       | 7                             |                               |
| AAR | FC Aarau                      | 8                             |                               |
| NEU | Neuchâtel Xamax               | 9                             |                               |
| Awans z Challenge League (2003/2004)                                                                          |                               |                               |                               |
| SCH | FC Schaffhausen               | 1                             |                               |
| Oznaczenia: - kolumna pierwsza – skróty nazw drużyn, - kolumna trzecia – miejsce zajęte w poprzednim sezonie. |                               |                               |                               |

Po poprzednim sezonie spadł: FC Wil.

## Rozgrywki

### Tabela
| Lp. | Drużyna                 | M  | Z  | R  | P  | Bramki | Bramki | Różn. | Pkt | Uwagi                                         |
| --- | ----------------------- | -- | -- | -- | -- | ------ | ------ | ----- | --- | --------------------------------------------- |
| 1   | FC Basel                | 34 | 21 | 7  | 6  | 81     | 45     | +36   | 70  | Liga Mistrzów UEFA • III runda kwalifikacyjna |
| 2   | FC Thun                 | 34 | 18 | 6  | 10 | 69     | 42     | +27   | 60  | Liga Mistrzów UEFA • II runda kwalifikacyjna  |
| 3   | Grasshopper Club Zurych | 34 | 12 | 14 | 8  | 51     | 50     | +1    | 50  | Puchar UEFA • II runda kwalifikacyjna         |
| 4   | BSC Young Boys          | 34 | 12 | 13 | 9  | 60     | 52     | +8    | 49  |                                               |
| 5   | FC Zürich               | 34 | 13 | 9  | 12 | 55     | 57     | −2    | 48  | Puchar UEFA • II runda kwalifikacyjna         |
| 6   | Neuchâtel Xamax         | 34 | 8  | 12 | 14 | 36     | 48     | −12   | 36  |                                               |
| 7   | FC Sankt Gallen         | 34 | 15 | 10 | 9  | 51     | 60     | −9    | 55  |                                               |
| 8   | FC Aarau                | 34 | 7  | 11 | 16 | 42     | 64     | −22   | 32  |                                               |
| 9   | FC Schaffhausen         | 34 | 7  | 11 | 16 | 36     | 59     | −23   | 32  | Baraże o Super League                         |
| 10  | Servette FC (S)         | 18 | 6  | 5  | 7  | 24     | 28     | −4    | 20  | Spadek do Challenge League                    |

### Baraże o Super League
Drużyna, która zajęła 9. pozycję w Super League zagrała dwumecz przeciwko wicemistrzowi Challenge League.
| 1 czerwca 2005 | FC Schaffhausen · dos Santos 8' | 1:11:0 | FC Vaduz · 78' Zarn | Stadion Breite, Szafuza |
|                |                                 |        |                     |                         |

| 12 czerwca 2005 | FC Vaduz | 0:10:0 | FC Schaffhausen · 73' Senn | Rheinpark Stadion, Vaduz |
|                 |          |        |                            |                          |

## Najlepsi strzelcy
27 bramek
- Christian Giménez (FC Basel)

20 bramek
- Mauro Lustrinelli (FC Thun)

15 bramek
- Stéphane Chapuisat (BSC Young Boys)

13 bramek
- Francisco Neri (BSC Young Boys)

12 bramek
- Thomas Häberli (BSC Young Boys)

11 bramek
- Matías Delgado (FC Basel)

- Alhassane Keita (FC Zürich)
- Gelson Rodrigues (FC Thun)